# ديشار اسكويرولي
ديشار اسكويرولي (الاسم العلمي:Pteris esquirolii) هو نوع من النبات يتبع جنس الديشار من الفصيلة الديشارية.